# Gizoglasögonfågel
Gizoglasögonfågel (Zosterops luteirostris) är en starkt utrotningshotad fågel i familjen glasögonfåglar som förekommer i Salomonöarna.

## Utseende och läten
Gizoglasögonfågeln är en färgglad, 12 cm lång sångarliknande fågel med orangegul näbb och likfärgade ben. En vit ring runt ögat kontrasterar med svart tygel och mörkt olivgrön ovansida. Undersidan är lysande gul. Sången är stark, kort och melodisk, medan kontaktlätet beskrivs som ett högljutt "tcheup".

## Utbredning och status
Fågeln förekommer på de båda öarna Ghizo och Ranongga i de centrala delarna av Salomonöarna. IUCN kategoriserar arten som sårbar.